# 土曜ワイドラジオTOKYO ナイツのちゃきちゃき大放送
『土曜ワイドラジオTOKYO ナイツのちゃきちゃき大放送』（どようワイド ラジオとうきょう ナイツのちゃきちゃきだいほうそう）は、TBSラジオで2015年10月3日から放送されている生ワイド番組である。
2017年8月26日に放送100回目を迎え、2019年7月27日に放送200回目を迎え、2021年6月26日に放送300回目を迎えた。

## 概要
1991年4月から24年6か月間TBSラジオで放送した「土曜ワイドラジオTOKYO 永六輔その新世界」を引き継ぎ、放送枠を30分縮小して4時間の生ワイド番組として始まる。TBSラジオの前身ラジオ東京に由来して1970年5月から続くブランド「土曜ワイドラジオTOKYO」を受け継ぎ「土曜ワイドラジオTOKYOシリーズ」の7代目となる。
番組は、ナイツが最新の時事の話題を漫才を織り込んで解説するコーナーや、ゲストとのトークコーナー、TBSテレビのアナウンサーがラジオカーを使ってTBSラジオの放送エリアである関東一円を取材やレポートするコーナーなどを展開し「東京の今と驚きをぎっちり詰め込んだ」情報ワイド番組を目指す。放送中に電話、FAX、メール、Twitterの宛先を紹介する。
一部新聞などに掲載のラジオ番組表は、番組名を一部省略し『ナイツの土曜ワイド ちゃきちゃき大放送』（スポーツ新聞や地方紙の一部は『ナイツの土曜ワイド』のみ）と表記される。
2020年7月に駒草出版より厳選77本の漫才がおさめられた書籍「ナイツ 午前九時の時事漫談」が発売された。
2021年4月から放送時間を15分短縮（9:00 - 12:45）。

## 放送時間
- 毎週土曜日 9時 - 12時45分

過去の放送時間
- 9時 - 13時（番組開始から2021年3月27日まで）

放送時間変更例
- 2015年11月7日：『たまむすび 秋のパブリックビューイングスペシャル』放送のため11:00終了（全編事前録音）[13]。
- 2016年3月26日：『北海道新幹線開業特番「つながったのでノリこみます!」』放送のため12:00終了[14]。
- 2016年9月3日：『特別番組 永六輔さんへの葉書』放送のため11:00開始[15]。
- 2023年1月28日：『TBSラジオショッピング　新春お買得スペシャル！』放送のため11:00終了[16]。

## 出演者
特記のない人物は出演当時、TBSテレビの現職アナウンサー。

### パーソナリティ
- 塙宣之・土屋伸之（漫才師「ナイツ」）
  - 2018年1月6日の放送は土屋が体調不良により欠席のため、塙が単独出演[17]。
  - 2019年10月5日の放送は土屋のプライベートにより出演できず。塙が単独出演[18]。

### アシスタント
- 出水麻衣

### 外山惠理のTOKYOちゃきちゃきリポート(毎月最終土曜日は休演)
- 外山惠理（2023年1月7日[19] - ）

### ニュースデスク
- 近藤美矩（元TBSアナウンサー、2017年7月8日から）

### 主な常連さん
- えのきどいちろう（コラムニスト、第1週）
- やくみつる（漫画家、第2週）
- 能町みね子（エッセイスト、第3週）

原則この3人のローテーションで、月1回程度の登場。
2022年11月現在の第4週・第5週
- 松尾貴史（俳優）
- にしゃんた（社会学者）
- 立川談笑（落語家）
- 尾崎世界観（ミュージシャン）
- 丸山ゴンザレス（ジャーナリスト）

### 代演
ナイツの代演
- 相田周二（お笑いタレント「三四郎」、2022年1月22日[20]）
- いとうあさこ（お笑いタレント、2022年1月22日[20]）
- バカリズム（お笑いタレント、2022年1月29日[21]）
- 狩野英孝（お笑いタレント、2022年1月29日[21]、2022年7月16日[22]）
- 渡部峻（2022年2月5日[23]）
- えのきどいちろう（コラムニスト、2022年2月5日[23]）
- きしたかの（お笑いコンビ、2024年8月10日）
- ウエストランド (2025年8月9日)

出水麻衣の代演
- 上村彩子（2016年9月24日ほか[24]）
- 外山惠理（2016年10月1日[25]、2017年8月12日[26]、2018年9月8日[27]、2019年7月27日[5]・10月26日[28]、2020年8月29日[29]、2024年8月17日.2025年3月15日)
- 小林由未子（2020年11月28日[30]）
- 渡部峻（2021年7月31日[31]）
- 吉村恵里子（2023年3月18日[32]）

### 過去の出演者
- TBSラジオキャスター
  - 阿部文音（番組開始 - 2017年6月25日）
  - 加藤奈央（2017年7月1日 - 終了）

ちゃきちゃきご祝儀中継隊（開始当初は「ご祝儀おとどけ954中継」。FM中継波開始によるキャスター名称変更に伴い2015年12月12日放送から改称）のレポーター。2017年11月終了。
- ニュースデスク
  - 内山研二（番組開始 - 2017年7月1日まで）
- ちゃきちゃきリポート TOKYO潜入大作戦
  - 小林豊（番組開始 - 2019年6月29日まで[33]）
TBSテレビにおける2019年7月1日付の人事異動でアナウンス職を離れることが決まったため、異動前々日（6月29日放送分）のリポートをもってレギュラー出演を終了。終了に際しては、「アナウンサー廃業です」との表現で異動を報告していた[34]。その後はアナウンス職に復帰していないが、レギュラー出演の終了からおよそ5年後の2024年11月9日（「地球を笑顔にするWEEK　2024秋」の最終日）に、「地球を笑顔にする広場」（赤坂サカス）からの生中継で外山と共にリポートを担当。
  - 小林廣輝（2019年7月6日[35]・7月13日[36]）
  - 小林由未子（2019年7月20日[37]・7月27日[5]11月30日[38]、2020年3月7日[39]）
  - 中津川弦（マセキ芸能社所属タレント / 2019年8月3日[40]・8月31日[41]・10月5日[18]10月19日[42]・11月23日[43]・12月7日[44]・12月21日[45]、2020年1月18日[46]・2月22日[47]）
  - 喜入友浩（2019年8月10日[48]・8月17日[49]・2022年7月30日[50]
  - 赤荻歩（2019年8月24日[51]）
  - 宇賀神メグ（2019年9月14日[52]・9月28日[53]）
  - 伊東楓（2019年9月7日[54]・9月21日[55]・10月12日 [56] - 2020年9月19日[57]）
  - 渡部峻（2020年7月18日[58]・10月3日 - [59] 2022年12月31日[60]）
- 毒蝮三太夫のミュージックプレゼント
  - 毒蝮三太夫（俳優、2020年4月25日 - 2023年9月30日まで毎月最終土曜日）

- 常連さんに聞いてみよう
  - 田中康夫（政治家、番組開始 - 2021年12月25日まで）[注 1]
- 虎姫一座（ユニット）[61]
  - 「虎姫一座の昭和歌謡レビュー」（ - 2019年9月28日[53]）
  - 昭和歌謡の名曲を毎週ひとつ取り上げ、それに関するエピソードや時代背景を絡ませながら、原曲と、虎姫一座がアレンジしたものを放送していた。
- TOYOTA presents おぎやはぎのクルマびいき
  - 小木博明、矢作兼（漫才師「おぎやはぎ」。内包番組パーソナリティ[62]。2022年3月終了。）

## 主なコーナー
（2023年10月現在）
前後枠の15分番組の導入に伴い、2021年3月まで行われていた前枠番組『蓮見孝之 まとめて!土曜日』および次枠番組『週末ノオト』とのクロストークが廃止されたが、『井上貴博 土曜日の『あ』』とは時期不明ながらクロストークが復活している。
9時台
- 喫茶ナイツのおしゃべりモーニング

冒頭に漫才を行い、フリートークへと続くオープニング。番組ホームページでは上記のタイトルがついているが、番組内で呼ばれることはない。
- 常連さんに聞いてみよう

1週間の注目のニュースを「常連さん」と呼ばれるコメンテーターを交えて分析する。
10時台
- (外山惠理の)TOKYOちゃきちゃきリポート（2023年1月7日 - ） [63]

その週のニュースで注目された話題の現場を外山惠理が臨場感たっぷりにレポートする。毎月最終週は月替わりのアナウンサーが担当する。
- 週末版TBSラジオショッピング

11時台
- TOKYOよもやま話

旬のゲストを招き、ナイツとともに30分間対談するゲストコーナー。
- ちゃきちゃきテレフォン 聞いて聞いて!

ナイツと話したいリスナーを募集、電話をつなぎトークをする。
12時台
- ナイツのちゃきちゃき競馬講座

GIシーズン限定コーナー。週末に行われるGIレースの注目馬と買い方を発表する。
- 初心者歓迎!まっぴるま大喜利

毎週テーマを決めてリスナーにメール・電話・ファクスで大喜利に挑戦してもらい、その優秀作品を披露する。2か月に1回、なぞかけ名人ねづっちをゲストに招き、リスナーとなぞかけ対決を行う。
- エンディング

次枠番組の紹介とクロストークを行い、来週の番組告知をした後再び中継を結ぶ。このパートではコーナー名は出ず「ここで再び外山さんをつないでみましょう」（2019年6月までは小林豊、2019年7月6日 - 10月は週替わりリポーターの名前、2019年10月 - 2020年9月は原則伊東楓、2020年10月 - 2022年12月は渡部峻）と紹介している。

## タイムテーブル
（2024年10月現在）
原則生放送のため、コーナー開始時間に前後が生じる場合がある。録音の場合は、ニュース・天気・交通情報のみ生放送となる。
- 9:00 オープニング
  - 時事漫才、トーク、メッセージテーマ発表、メニュー紹介、中継レポーターとのクロストーク
- 9:24 交通情報（NEXCO東日本提供）
  - 交通情報に続き、出水がNEXCO東日本からのお知らせを読み上げる。
- 9:27 常連さんにきいてみよう（オリヒロ提供）
- 9:48 TBSニュース
- 9:51 交通情報（はとバス提供）
- 9:54 天気予報
- 9:56 メッセージ紹介
  - 常連さんがスタジオにいる場合は、この時間までの出演。
- 10:00 (外山惠理の)TOKYOちゃきちゃきリポート（毎日新聞社、NCPグループ 提供）
  - 提供読み後、最初のCMの後に流れるジングルはかつて『永六輔その新世界』にて使用されたもの。
- 10:21 交通情報（崎陽軒提供）
- 10:23 メッセージ紹介
- 10:37 週末版TBSラジオショッピング
- 10:46 TBSニュース
- 10:51 交通情報（えびせんべいの里御殿場店 提供）
- 10:53 天気予報（冨士霊園提供）
- 10:55 メッセージ紹介
- 11:00 ちゃきちゃきテレフォン 聞いて聞いて!
- 11:05 TOKYOよもやま話
- 11:27 交通情報（協会けんぽ提供）
- 11:48 TBSニュース
- 11:52 交通情報（太田胃散提供）
- 11:54 天気予報
- 11:56 メッセージ紹介
- 12:00 12時台オープニング
- 12:10 初心者歓迎!まっぴるま大喜利
- 12:25 交通情報（かんのや提供）
- 12:28 週末版TBSラジオショッピング
- 12:35 (外山惠理の)TOKYOちゃきちゃきリポートpart2（中継がない場合はメッセージ紹介）
- 12:40 エンディング
  - 次枠番組の告知、井上貴博 土曜日の『あ』パーソナリティとのクロストーク、次週の番組内容のお知らせ

## テーマソング
- 番組オリジナル曲（227）